# Donji Vinjani
Donji Vinjani falu Horvátországban Split-Dalmácia megyében. Közigazgatásilag Imotski községhez tartozik.

## Fekvése
Splittől légvonalban 65, közúton 88 km-re keletre, Makarskától légvonalban 24, közúton 40 km-re északkeletre, községközpontjától 2 km-re keletre, a dalmát Zagora területén, Imotska krajina középső részén, az Imoti mezőn a bosnyák határ mellett fekszik. Közelsége miatt egykor Imotski városához tartozott. Határában halad át a Nyugat-Hercegovinába menő 76-os számú főút. Területének mintegy fele csak legeltetésre alkalmas terület. A megművelhető terület 27%, melynek legnagyobb része szőlő, a hegyes területeken valamennyi kert is található. Az erdősült terület mintegy 13%-ot tesz ki.

## Története
Imotska krajina területe már a történelem előtti időkben is lakott volt. A térség első ismert népe az illírek egyik törzse a dalmátok voltak. Jelenlétüket igazolják az ókorból fennmaradt halomsírok és temetők, melyekből a falu területén több is található. A rómaiak csak az 1. század elejére tudták véglegesen meghódítani a térséget. A római uralom egészen 481-ig tartott. 6. század második felében a területet elfoglalták az avarok és szláv segédnépeik. A középkori horvát állam közigazgatásában ez a terület Fehér-Horvátországhoz, azon belül az Imoti zsupánsághoz tartozott. Ebből az időből a település tíz helyén maradtak fenn sírkövek, a legjelentősebb óhorvát temető a Rudež-ház közelében feküdt. A Vinjani név eredetéről több elképelés is van a köztudatban, de egyik sem általánosan elfogadott. Ez egyik szerint a falut a szőlősgazdákról, vagy az itt levő szőlőhegyekről (olaszul „vigne”) nevezték el, a másik magyarázat szerint viszont a középkorban itt élt Vinjani nemesi családtól származik a neve, de nem zárható ki a Volinjak névből való származtatás sem, melyhez hasonló nevek az Imotska krajina több településén is előfordulnak. 
A település első ismert írásos említése 1371-ből egy birtokvitával kapcsolatos iratból származik. A salonai zsinat 533-as okirata után ez a legrégibb írásos dokumentum, ami a mai Imotska krajina területén fekvő településekről szól.  A török 1463-ban meghódította a közeli Boszniát, majd 1493-re már ez a terület is uralmuk alá került. A török uralom idején a Hercegovaci szandzsákban az Imotski náhije része volt, ennek területe lényegében megegyezett a középkori zsupánsággal. Ebből az időszakból származik a település második írásos említése, mely a szandzsák népességének összeírásából való. Eszerint a településen három család élt. A családfők Pavol fia Vučihna, Ivan fia Vladislav és Bratajin fia Radak voltak. 
A török korban Vinjani magában foglalta a mai Szent Rókus templom környéki településeket, Gornji Vinjani, a hercegonivai Vinjani, Vir, Zagorje és Roška Polja, vagyis a Rókus-mező területét, Donji Vinjani néhány területrésze viszont ma a szomszédos goricai plébániához tartozik. E területet a velencei-török háborút lezáró pozsareváci béke vágta ketté 1718-ban. Ezután északkeleti része már Hercegovinához tartozott. Ezt követően a település a Velencei Köztársaság fennhatósága alá tartozott. A hívek lelki gondozását az imotski ferences kolostor szerzetesei látták el, míg végül 1747-ben Blašković makarskai püspök megalapította a vinjani plébániát. A velencei uralomnak 1797-ben vége szakadt és osztrák csapatok vonultak be Dalmáciába. 1806-ban az osztrákokat legyőző franciák uralma alá került, de Napóleon lipcsei veresége után 1813-ban újra az osztrákoké lett. A településnek 1857-ben 1459, 1910-ben 1307 lakosa volt. 
1918-ban az új szerb-horvát-szlovén állam, majd később Jugoszlávia része lett. 1941. áprilisában a Független Horvát Állam része, majd 1943. szeptemberétől 1944 októberéig német megszállás alatt volt. A háború után a szocialista Jugoszláviához került. 1991 óta a független Horvátországhoz tartozik. 2011-ben a településnek 2169 lakosa volt.

## Lakosság
| Lakosság változása | Lakosság változása | Lakosság változása | Lakosság változása | Lakosság változása | Lakosság változása | Lakosság változása | Lakosság változása | Lakosság változása | Lakosság változása | Lakosság változása | Lakosság változása | Lakosság változása | Lakosság változása | Lakosság változása | Lakosság változása |
| ------------------ | ------------------ | ------------------ | ------------------ | ------------------ | ------------------ | ------------------ | ------------------ | ------------------ | ------------------ | ------------------ | ------------------ | ------------------ | ------------------ | ------------------ | ------------------ |
| 1857               | 1869               | 1880               | 1890               | 1900               | 1910               | 1921               | 1931               | 1948               | 1953               | 1961               | 1971               | 1981               | 1991               | 2001               | 2011               |
| 1.459              | 1.584              | 820                | 1.027              | 1.100              | 1.307              | 2.844              | 1.345              | 1.845              | 1.894              | 1.917              | 1.971              | 1.952              | 2.056              | 2.063              | 2.169              |

## Nevezetességei
- Szent Rókus tiszteletére szentelt temploma[4] 1875 és 1882 között épült a temető nyugati részén. A mai plébániatemplom építése előtt a temető területén két kisebb templom állt, mindkettő Szent Rókus tiszteletére volt szentelve. Az első építését még Blašković püspök rendelte le 1733-ban, mivel az akkori plébánia területén nem volt templom. Ez egy kicsi, rozoga falusi templomocska volt. Amikor 1815-ben járvány pusztított Memedovići és Vrbanj települések elhatározták, hogy fogadalmi templomot építenek Szent Rókus tiszteletére. A templom még az évben el is készült a temető régi részében. 1861-ben már nagyon rossz állapotban volt, ezért Karlo Balić plébános a temetőn kívül álló új templom építését határozta el. A tervezés és az építés költségeihez a zárai kormányzóság csaknem tízezer forinttal járult hozzá, a fennmaradó részt a plébánia hívei gyűjtötték össze. A hívek között ellentét keletkezett, mivel a gornji vinjaniak nem értettek egyet az építéssel, így annak folyamata megszakadt. Végül 1882-ben sikerült befejezni a templomot. A templom faragott kövekből épült, latin kereszt alaprajzú, hosszúsága 27, szélessége 15 méter. Összesen 24 félköríves ablaka van. Homlokzatán körablak, felül pedig három harang számára kialakított pengefalú harangtorony látható. A homlokzat elé árkádos előteret építettek. Három oltára az imotski Rako üzemben készült. A barokk főoltáron Szent Rókus szobra áll. A templomot 1913-ban, 1964-ben és 1978-ban renoválták, 2001-ben teljesen megújították. 2004-ben ablakait festett üvegablakokra cserélték, melyek Branimir Dorotić festőművész munkái.
- Szent Nikola Tavelić tiszteletére szentelt temploma az Imotski-mező szélén áll, ahova a környező hegyi településekről a II. világháborút követően költözött be a lakosság.  Az építési munkák hosszú és fárasztó engedélyezési eljárás után 1973-ban kezdődtek és az első ütemet illetően 1974-ben fejeződtek be. A 25 méter hosszú és 17 méter széles templomot 1974. július 22-én szentelte fel Franić érsek.
- A Szent Katalin templom 1904-ben épült fel a plébániaház mellett a plébános mindennapi szolgálatára. A fából faragott oltárt Tirolból hozatták. Az épületet 1930-ban, 1972-ben és 2000-ben renoválták.
- Védettséget élvező terület a Rudež-ház melletti középkori temető.[5]

## Fordítás
Ez a szócikk részben vagy egészben  a   Donji Vinjani című horvát Wikipédia-szócikk ezen változatának fordításán alapul.  Az eredeti cikk szerkesztőit annak laptörténete sorolja fel. Ez a jelzés csupán a megfogalmazás eredetét és a szerzői jogokat jelzi, nem szolgál a cikkben szereplő információk forrásmegjelöléseként.